# Three Seas Writers’ & Translator’s Council
Three Seas Writers’ and Translators’ Council (TSWTC) war eine Kooperation von Schriftsteller- und Übersetzerverbänden aus den Ländern rund um die Ostsee, das Schwarze Meer und das Ägäische Meer.
Das TSWTC kooperiert mit dem Internationalen Zentrum für Schriftsteller und Übersetzer in Rhodos. Einmal im Jahr fand die Generalversammlung auf Rhodos statt.
Der Rat vergab Stipendien an Schriftstellerinnen und Schriftsteller sowie Übersetzerinnen und Übersetzer. Der Verein wurde im Frühjahr 2020 aufgelöst.